# Enfield kerület
Enfield kerület London legészakibb kerülete. Külső-Londonhoz tartozik. A Middlesex Egyetemnek három kara működik itt. Ezek a Ponders End, a Cat Hill és a Trent Park.

## Fekvése
Nyugatról Barnet, délről Haringey, délkeleten Waltham Forest határolja.

## Története
Enfeild régen egy erdő szélén fekvő kereskedőváros volt, Londontól egynapi járóföldnyire. De ahogy Nagy-London terjeszkedett, Enfield egy családi házas külváros lett, jó infrastruktúrával, gyors közlekedési lehetőségekkel.
A mostani kerületet 1965-ben hozták létre Southgate Önkormányzati Kerület, Enfield Önkormányzati Terület, és Edmonton Önkormányzati Kerület összevonásával. A kerület címere mind a három elődtelepülés címerét tartalmazza.
A kerület címerének középső részén szereplő állatokat a heraldikában Enfieldnek vagy enfieldi fenevadnak hívják. és használják magában is a terület vagy a képviselő-testület logójaként.
A Római Birodalom idejében az Ermine Street kötötte össze Enfieldet Londoniummal (az akkori Londonnal). Az út egészen a mai Yorkig vezetett. Ásatási leletek kerültek elő az 1900-as években, igazolván, hogy a mostani Edmonton és Bush Hill Park területén a római korban is település létezett.
790-ben Offa király Edmonton területét a St. Albans apátságnak adományozta. Stratégiailag kiemelten fontossá vált, mikor a dánok elfoglalták Kelet-Angliát. A 790-es évek-ben erődítményeket épített a Nagy Alfrédhoz hű lakosság, hogy a dánokat a Lea déli partján tartsák.
A normann hódítás után elkészített Domesday Book-ban, mind Enfield, mind Edmonton szerepel. A feljegyzések szerint mindkét helyen emelkedett templom. Enfieldnek 400, Edmontonnak 300 lakosa volt. Enfieldnél feltüntették, hogy vadászterülete kiváló. Ez volt a település fennmaradásának a kulcsa a középkorban. A londoniak először vadászni jártak ki ide, majd később a megnyerő környéken elkezdtek házakat építeni. 1303-ban I. Edward megadta az engedélyét, hogy hetente egyszer vásárt tarthatnak itt.
A helyben alapított Barclays Banknak volt a világon először ATM-je.

## Népessége
A kerület népessége a korábbiakban az alábbi módon alakult:
| Lakosok száma | 317 300 | 328 400 | 333 869 | 327 224 |
|               | 2012    | 2015    | 2018    | 2022    |

## Enfield ma
1999-ben kezdődött Edmonton Green felújítása, bevásárlóközpont és az ezzel szomszédos önkormányzati lakások építése. Az építkezések még most is folynak, és ha befejeződik, új lakási lehetőséget, kikapcsolódásra alkalmas területet és sok más a lakosság számára hasznos szolgáltatást fog biztosítani.
Jelenleg Enfield Town központja nagyobb fejlesztéseken megy át. Ezek közé tartozik az itteni bevásárlóközpont további bővítése.
A kerület központja az A10 köré szerveződik. Itt sok bolt, egy nightclub és egy hatalmas multiplex mozi található. Utóbbi mérföldekről is vonzza a közönséget.

### Közlekedés

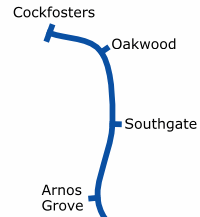
Metróközlekedés Enfieldben

Enfield a Piccadilly line-on keresztül érhető el a londoni metró hálózatán. A következő megállók vannak a kerületben:
- Arnos Grove
- Southgate
- Oakwood
- Cockfosters

A kerület vasúti megközelíthetőségét a First Capital Connect és a 'one' biztosítja a következő állomások segítségével:
- Angel Road vasútállomás
- Brimsdown vasútállomás
- Bush Hill Park vasútállomás
- Crews Hill vasútállomás
- Edmonton Green vasútállomás
- Enfield Chase vasútállomás
- Enfield Lock vasútállomás
- Enfield Town vasútállomás
- Gordon Hill vasútállomás
- Grange Park vasútállomás
- Hadley Wood vasútállomás
- New Southgate vasútállomás
- Palmers Green vasútállomás
- Ponders End vasútállomás
- Silver Street vasútállomás
- Southbury vasútállomás
- Turkey Street vasútállomás
- Winchmore Hill vasútállomás

### Híres enfieldiek
- David Jason
- Ray Winstone
- Amy Winehouse
- Bruce Forsyth
- Jessie Wallace
- Kriss Akabusi
- Paul McKenna
- Lord Tebbit
- Cameron Mackintosh
- Julia McKenzie
- Michelle Ryan
- Simon Mayo
- Ledley King

### Enfield körzetei
- Arnos Grove
- Botany Bay
- Bowes Park
- Bulls Cross
- Bush Hill Park
- Clay Hill
- Cockfosters
- Crews Hill
- Edmonton
- Enfield Chase
- Enfield Highway
- Enfield Lock
- Enfield Town
- Enfield Wash
- Forty Hill
- Freezywater
- Grange Park
- Hadley Wood
- Lower Edmonton
- New Southgate
- Oakwood
- Palmers Green
- Ponders End
- Southgate
- Upper Edmonton
- Winchmore Hill